# Terra Indígena Panará
A Terra Indígena Panará é uma terra indígena localizada nos municíos de Guarantã (Mato Grosso) e Altamira no estado brasileiro do Pará. Regularizada e tradicionalmente ocupada, tem uma área de 499 740 hectares e uma população de 480 pessoas, do povo Panará.